# Liste der Kantone im Département Seine-Saint-Denis
Das Département Seine-Saint-Denis liegt in der Region Île-de-France in Frankreich. Es untergliedert sich in drei Arrondissements mit 21 Wahlkreisen (französisch cantons).
Siehe auch: Liste der Gemeinden im Département Seine-Saint-Denis

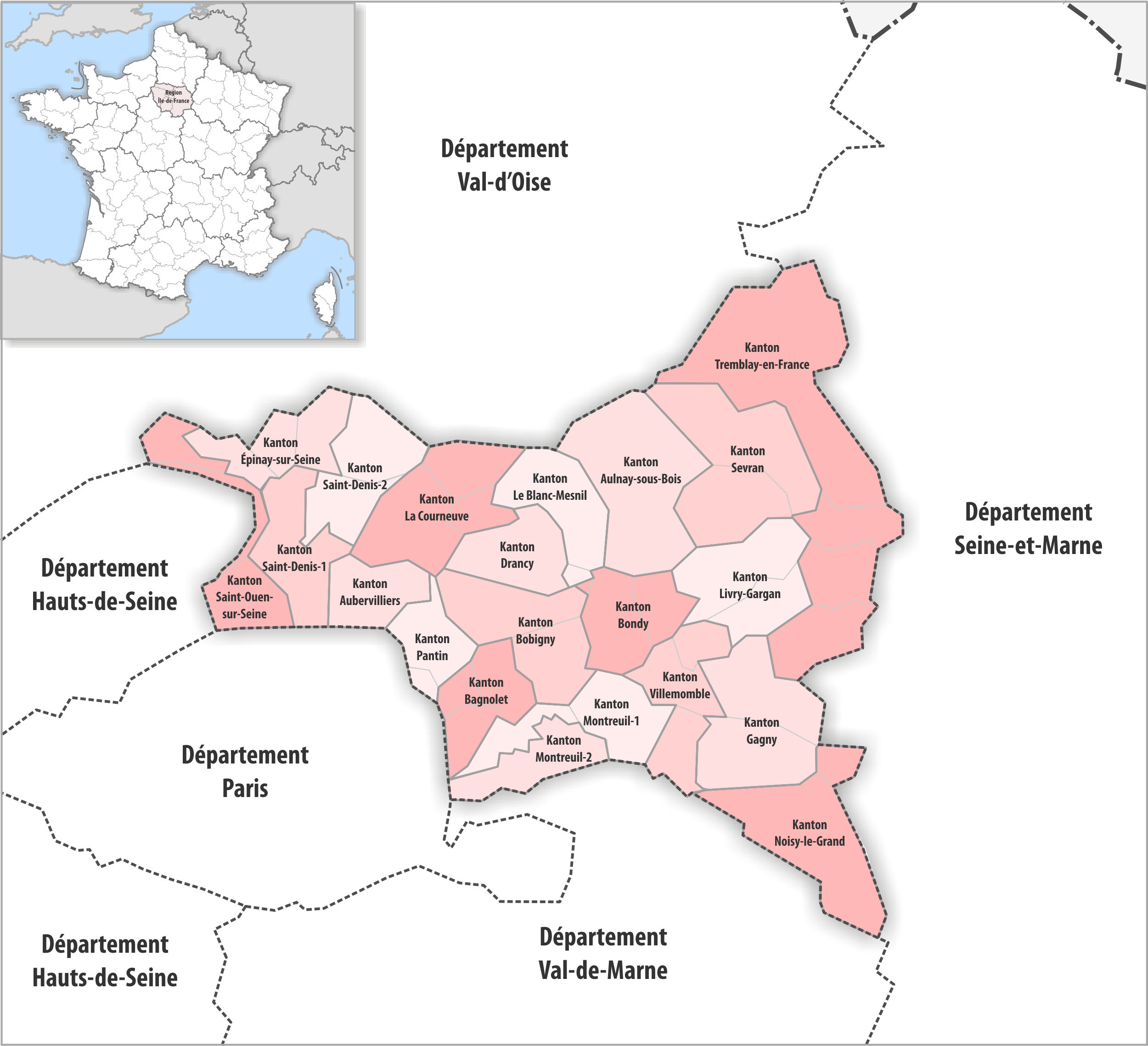
Gemeinden und Kantone im Département Seine-Saint-Denis

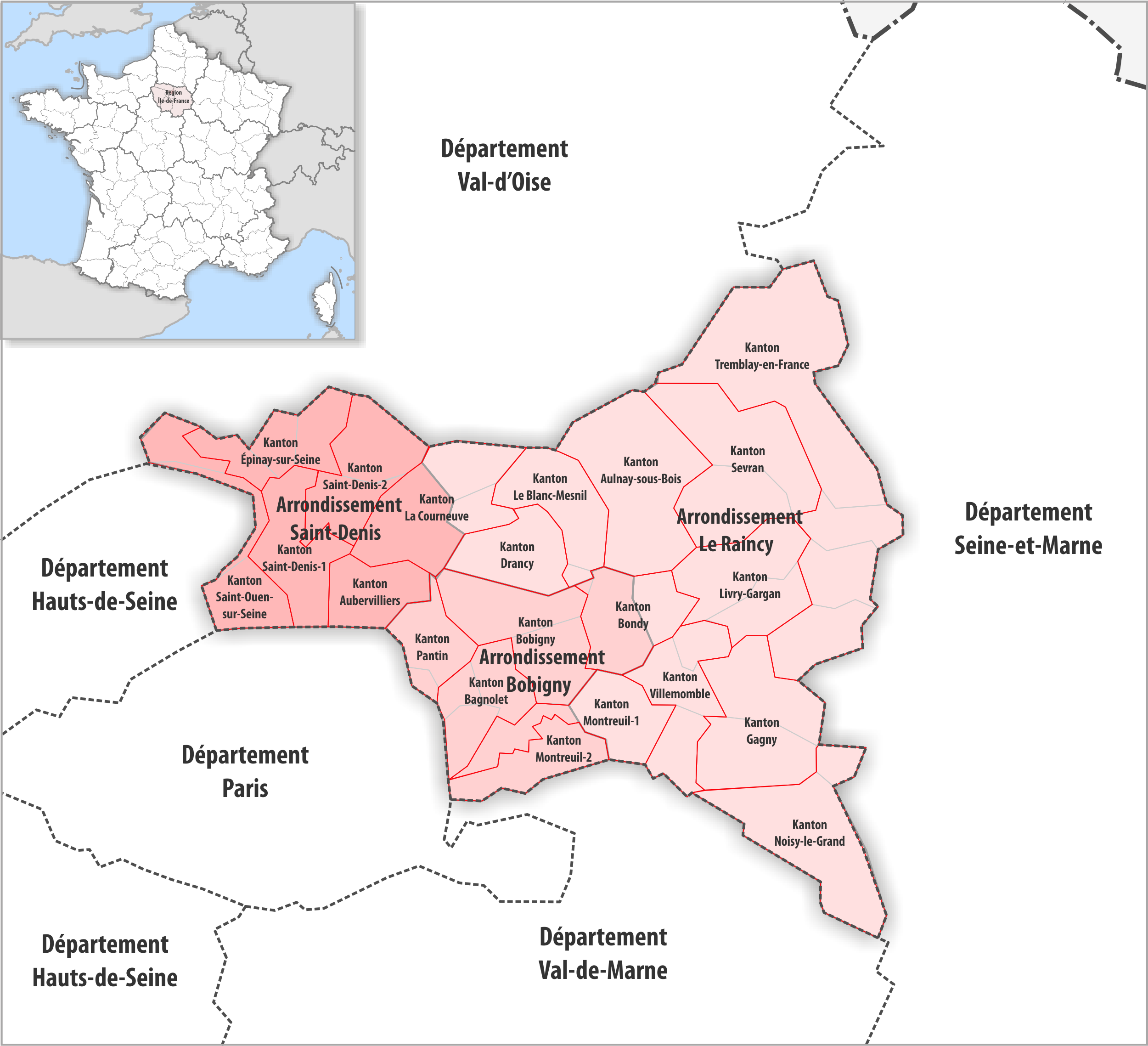
Gemeinden, Arrondissemente und Kantone im Département Seine-Saint-Denis

| Kanton                        | Gemeinden | Einwohner 1. Januar 2022 | Fläche km² | Dichte Einw./km² | Code INSEE | Arrondissement(e)      |
| ----------------------------- | --------- | ------------------------ | ---------- | ---------------- | ---------- | ---------------------- |
| Aubervilliers                 | 1         | 89.489                   | 5,76       | 15.536           | 9301       | Saint-Denis            |
| Aulnay-sous-Bois              | 1         | 86.360                   | 16,20      | 5.331            | 9302       | Le Raincy              |
| Bagnolet                      | 3         | 100.352                  | 7,27       | 13.804           | 9303       | Bobigny                |
| Le Blanc-Mesnil               | 1 ⁄2      | 67.505                   | 12,08      | 5.588            | 9304       | Le Raincy              |
| Bobigny                       | 1 ⁄2      | 98.445                   | 11,70      | 8.414            | 9305       | Bobigny                |
| Bondy                         | 2 1⁄2     | 78.678                   | 8,50       | 9.256            | 9306       | Bobigny, Le Raincy     |
| La Courneuve                  | 3         | 73.861                   | 13,49      | 5.475            | 9307       | Le Raincy, Saint-Denis |
| Drancy                        | 1⁄2       | 63.719                   | 3,73       | 17.083           | 9308       | Le Raincy              |
| Épinay-sur-Seine              | 2 1⁄3     | 68.494                   | 7,85       | 8.725            | 9309       | Saint-Denis            |
| Gagny                         | 2         | 79.589                   | 13,69      | 5.814            | 9310       | Le Raincy              |
| Livry-Gargan                  | 2         | 76.058                   | 11,33      | 6.713            | 9311       | Le Raincy              |
| Montreuil-1                   | 1 ⁄2      | 92.140                   | 9,43       | 9.771            | 9312       | Bobigny, Le Raincy     |
| Montreuil-2                   | 1⁄2       | 64.565                   | 5,40       | 11.956           | 9313       | Bobigny                |
| Noisy-le-Grand                | 2         | 78.733                   | 14,63      | 5.382            | 9314       | Le Raincy              |
| Pantin                        | 2         | 77.687                   | 5,71       | 13.605           | 9315       | Bobigny                |
| Saint-Denis-1                 | 1⁄3       | 72.614                   | 8,29       | 8.759            | 9316       | Saint-Denis            |
| Saint-Denis-2                 | 1 ⁄3      | 83.223                   | 9,46       | 8.797            | 9317       | Saint-Denis            |
| Saint-Ouen-sur-Seine          | 2 1⁄2     | 92.895                   | 8,52       | 10.903           | 9318       | Saint-Denis            |
| Sevran                        | 2         | 91.287                   | 17,65      | 5.172            | 9319       | Le Raincy              |
| Tremblay-en-France            | 4         | 79.366                   | 35,81      | 2.216            | 9320       | Le Raincy              |
| Villemomble                   | 3         | 66.665                   | 9,70       | 6.873            | 9321       | Le Raincy              |
| Département Seine-Saint-Denis | 39        | 1.681.725                | 236,20     | 7.120            | 93         | –                      |

## Ehemalige Kantone
Vor der landesweiten Neuordnung der Kantone im März 2015 teilte sich das Département in 40 Kantone:
| Arrondissement | Kantone |
| -------------- | --- |
| Bobigny        | Bagnolet, Bobigny, Bondy-Nord-Ouest, Bondy-Sud-Est, Le Bourget, Drancy, Les Lilas, Montreuil-Est, Montreuil-Nord, Montreuil-Ouest, Noisy-le-Sec, Pantin-Est, Pantin-Ouest, Les Pavillons-sous-Bois, Romainville, Rosny-sous-Bois, Villemomble |
| Le Raincy      | Aulnay-sous-Bois-Nord, Aulnay-sous-Bois-Sud, Le Blanc-Mesnil, Gagny, Livry-Gargan, Montfermeil, Neuilly-Plaisance, Neuilly-sur-Marne, Noisy-le-Grand, Le Raincy, Sevran, Tremblay-en-France, Villepinte                                       |
| Saint-Denis    | Aubervilliers-Est, Aubervilliers-Ouest, La Courneuve, Épinay-sur-Seine, Pierrefitte-sur-Seine, Saint-Denis-Nord-Est, Saint-Denis-Nord-Ouest, Saint-Denis-Sud, Saint-Ouen, Stains                                                              |